# Chip Cravaack
Raymond John Cravaack, detto Chip (Charleston, 29 gennaio 1959), è un politico e militare statunitense, membro della Camera dei Rappresentanti per lo stato del Minnesota dal 2011 al 2013.

## Biografia
Nato nella Virginia Occidentale, Cravaack crebbe in una famiglia di militari: suo padre prestò servizio in Corea e suo nonno era un reduce della prima guerra mondiale. Anche lui studiò alla United States Naval Academy e successivamente si arruolò in marina, dove prestò servizio attivo per nove anni e poi come riservista per altri quindici, raggiungendo il grado di capitano. Per alcuni anni lavorò come pilota e istruttore per la Northwest Airlines, fin quando gli venne diagnosticata una sindrome delle apnee nel sonno che lo spinse a lasciare il lavoro per occuparsi dei figli a tempo pieno.
Entrato in politica con il Partito Repubblicano, nel 2010 si candidò alla Camera dei Rappresentanti contro il deputato democratico Jim Oberstar, in carica da trentasei anni. Cravaack, sostenuto dai Tea Party, riuscì a superare Oberstar di appena quattromila voti e divenne deputato; nessun repubblicano rappresentava quel distretto congressuale dal 1947.
Due anni dopo Cravaack chiese agli elettori un secondo mandato, ma stavolta venne sconfitto dal democratico Rick Nolan e fu così costretto a lasciare il Congresso dopo un solo mandato.